# Space Cabbie
Space Cabbie est un personnage de DC Comics.

## Histoire éditoriale
Space Cabbie apparaît pour la première fois dans Mystery in Space #21 (août 1954) dans une histoire scénarisée par Otto Binder et dessinée par Howard Sherman. Le personnage revient dans le numéro 24, dans l'histoire L'auto-stoppeur de l'espace, écrit par France Herron et à nouveau dessiné par Sherman, et devient ensuite une série récurrente dans Mystery in Space. Outre Binder, Gardner Fox écrira de nombreuses apparitions et les illustrations sont gérées par Gil Kane et Bernard Sachs. La série mensuelle se poursuit jusqu'en 1958 avec Mystery in Space #47 ; la dernière apparition du personnage en tant que personnage principal est en août 1972 dans From Beyond the Unknown #18, une réimpression de The Hitchhiker of Space. Sa dernière apparition en solo dans une bande dessinée est dans DC Super Stars #6 en août 1976, une réimpression d'une histoire intitulée The Luxury Limousine of Space.
Depuis, Space Cabbie fait des apparitions occasionnelles dans d'autres bandes dessinées, telles que Starman et DC Comics Présents #78. On le mentionne dans un numéro de la série Threshold #New52. Il fait plusieurs apparitions dans la série Hal Jordan and the Green Lantern Corps comme un informateur sur la pègre du Green Lantern Guy Gardner.

## Biographie fictive
Space Cabbie vit au milieu du XXIIe siècle, conduisant pour 9-Planet Taxi. Orphelin, il grandit parmi les tyrans militaires de Ghengkis VII. Il montre une aptitude à la navigation stellaire. Pendant les « guerres ennuyées » de 2146, il est pilote de chasse. Il occupe des emplois d'ouvrier et de pilote intérimaire. Il acquiert le taxi n°7433. Il est membre de « l'Ordre cosmique des pilotes de cabine spatiale » et « Vétéran des Guerres Extraterrestres ».
L'écart entre un personnage datant du XXe siècle apparaissant dans un « futur » s'explique lorsque Space Cabbie mentionne à la barre des témoins qu'il a pris un travail de jour pour aider à joindre les deux bouts.
Sa première apparition est en tant que narrateur, racontant des histoires à ses clients. Ses histoires sont par exemple : il se fait voler son taxi, il rencontre son double exact et doit faire face à un courrier piégé. La série se termine avec le #47, où il doit faire face à trois doubles.
Une fois, lui et son taxi sont demandés par Lobo alors qu'il chasse un gang de motards de l'espace. Lobo quitte Space Cabbie, qui est accusé de conduite imprudente, de meurtre et d'autres crimes. Sur le chemin de la prison, Lobo le sauve et rend son taxi.
D'autre part, il assiste Superman, qui est malade, à travers le flux temporel. Les deux se retrouvent sous le feu des armes.
Il acquiert la réputation de pouvoir emmener n'importe qui n'importe où dans l'univers.
Dans une version plus ancienne, on le voit avec une jambe artificielle en train d'aider le Green Lantern Corps avec des informations de renseignement vitales. Space Cabbie est de retour au travail pour faire des trajets dans des zones interdites.
Kyle Rayner (en), du Corps des Green Lantern, travaille plus tard avec le Cabbie qui est mis à niveau avec un moteur Mother Box. Cela permet des voyages plus rapides et plus éloignés.

## Autres médias

### Télévision
- Space Cabbie apparaît dans plusieurs épisodes de La Ligue des justiciers : Action, doublé en anglais par Patton Oswalt[3] et en français par Denis Laustriat. Cette version existe dans le présent. Il fait des photos de lui-même avec d'autres personnages importants qu'il a transportés dans différentes parties de l'univers, qu'il garde dans sa visière.
- Space Cabbie fait une apparition dans l'épisode de Harley Quinn Un Mariage en vert (The Runaway Bridesmaid), où il reçoit une clé de la ville du maire de Gotham pour son rôle dans la sauvegarde de la ville aux côtés de la Ligue de justice d'Amérique.